# Žebrová klenba

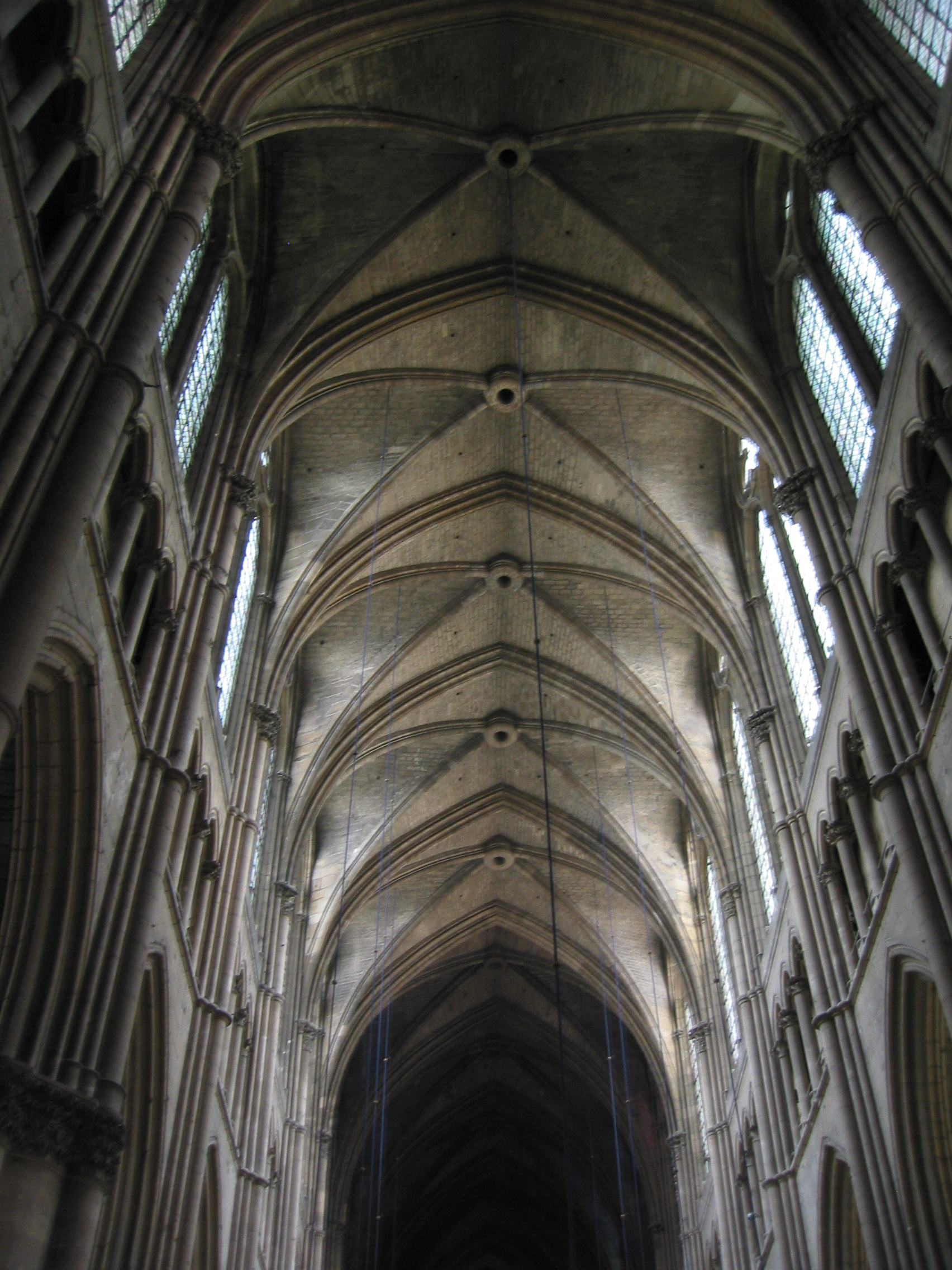
Strop Katedrály Notre-Dame v Remeši pokrývá křížová žebrová klenba

Žebrová klenba je klenba, která se skládá z nosných žeber a z výplňových ploch nazývaných prsa klenby. Rozdělení na nosnou a výplňovou část ve své době přineslo snížení celkové hmotnosti klenby, z čehož plynuly nové stavební možnosti. Rozmach tohoto typu klenby umožnilo rozšíření lomeného oblouku, a to především v gotice. Architekti ji postupně navrhovali v mnoha variacích, jako například žebrová klenba křížová, obkročná nebo kroužená.
Klenbové zdivo žebrové klenby je vyztuženo na líci (spodní ploše, patrné z interiéru) žebry, směřujícími od klenebních patek (výběhů; obvykle v koutech zaklenuté prostory) do vrcholu klenby – středu klenebního pole.
Konstrukčně příbuzné klenby na rubu pásy či pruty tvořenými zesíleným zdivem či dekorativně upravenými příložkami obvykle nejsou označovány jako žebrové, ale podle tvaru klenební plochy (může jít o křížové klenby, kupole i plackové klenby, případně i klenby valené).

## Historie a využití

### Pozdně románská doba
Při zaklenutí prostory nad čtvercovým či mírně obdélným půdorysem s žebry na líci klenby sledujícími či vyztužujícími hrany klenebních ploch a protínajícími se ve vrcholu uprostřed klenebního pole mluvíme o žebrové křížové klenbě. Takové klenby jsou typické především pro evropskou pozdně románskou a raně a vrcholně gotickou architekturu (Gotická klenba). Lícová klenební žebra byla v této době většinou pojednána jako specifické architektonické prvky, členěné především různými profilacemi, jež se také s vývojem slohu proměňovaly; při uměleckohistorickém výzkumu jsou tak velmi často efektivní pomůckou pro chronologické zařazení doby vzniku památek. Součástí takové klenby jsou velmi často konzoly či sloupkové hlavice, podpírající výběhy žeber, a svorníky v průsečíku klenebních žeber, zpravidla kruhové, ale i jiných tvarů (čtyřlist – kvadrilob), často se sochařsky vytvořenou reliéfní výzdobou.

### Gotika
V pozdní gotice se klenební umění velmi rozvinulo, přičemž se zejména postupně obohacovaly a komplikovaly klenební obrazce,zvané též i v češtině figury . Z patek vybíhalo více klenebních žeber, velmi často tvořících méně či více složité hvězdice (hvězdové klenby), vějířovité útvary (Anglie) či tzv. kroužené obrazce (kroužené klenby) s žebry v půdorysném průmětu vytvářejícími křivky, často tvořícími kompozice v podobě hvězdic či květů (Vladislavský sál v Praze, kostel sv. Mikuláše v Lounech, chrám sv. Barbory v Kutné Hoře). U hvězdových kleneb mohou být výběhy žeber i mimo kouty (kaple sv. Václava v chrámu sv. Víta v Praze, podobně věž tvrze v Tuchorazi). Klenební výběhy nabývají u staveb vyspělých stavebních a kamenických hutí velmi složitých forem s prostorovým pronikáním žeber, která nejednou ve virtuózních stereometrických hříčkách mohou zcela popírat původní statickou funkčnost žeber. Podobné tvůrčí snahy se projevují i v útvarech žeber vzájemně se různě protínajících, dotýkajících, či dokonce se sochařsky zpracovanými improvizovanými spoji. Napodobování přírodních motivů, navazující na církevní i světskou symboliku, se projevilo v transformaci žeber do podoby větví (královská oratoř v chrámu sv. Víta v Praze, sloupová síň na zámku v Bechyni) či dokonce lidského těla (Hassfurt, Ritterkapelle). V některých případech jsou takto konstrukční klenbová žebra rozvinuta v doplňujících nástěnných malbách.

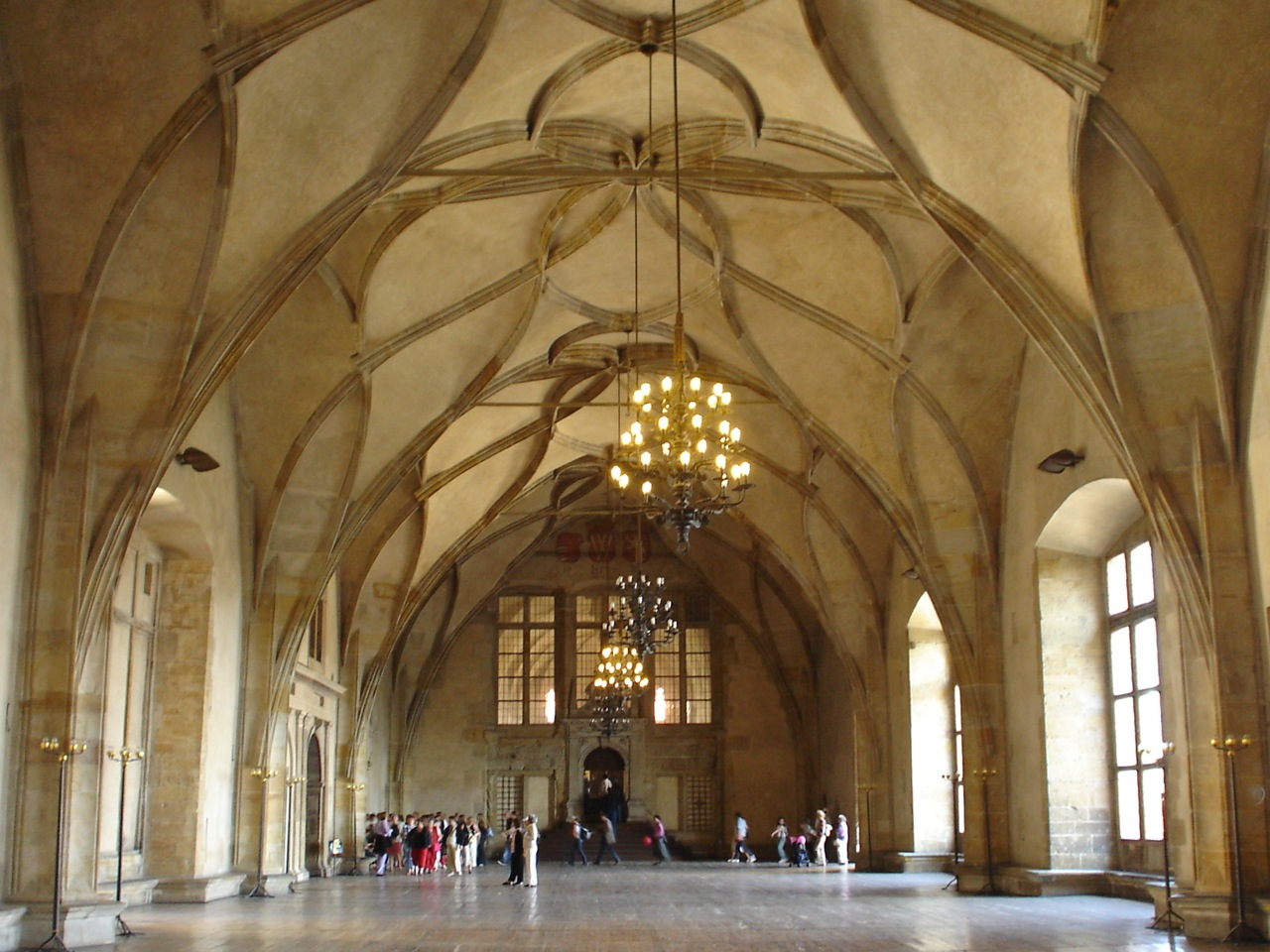
Vladislavský sál na Pražském hradě je zaklenut žebrovou krouženou klenbou

K vrcholům[zdroj?] klenebního umění na území nynější České republiky náleží prostorově náročně komponované klenby projektované Benediktem Rejtem (Jezdecké schody Vladislavského sálu na Pražském hradě a šnekové schodiště tamtéž).
V podélných prostorách se aditivní řazení klenebních polí (pozdně románské až vrcholně gotické stavby) mění v tom smyslu, že se stírají rozhraní mezi jednotlivými poli, a to např. v důsledku toho, že šikmo směřující (diagonální) žebra probíhají do sousedního pole – navázáním polí pak často vznikají tzv. síťové klenby (vysoký chór katedrály sv. Víta v Praze). Podobně jsou spojovány a proplétány hvězdové či kroužené obrazce pozdně gotických kleneb.
Problematika je však velmi rozsáhlá. Výše uvedený základní přehled doplňují méně frekventované obkročné klenby (např. závěr kostela sv. Michala v Opatovicích na Novém Městě v Praze), klenby s volnými (visutými) žebry a svorníky (sakristie a jižní předsíň chrámu sv. Víta v Praze; kostel Panny Marie v Mostě) a četné další varianty.

### Renesance
V renesanci se ve střední Evropě zejména u sakrálních staveb jako ohlas či doznívání gotického slohu používala častěji žebra iluzivní (tedy nesouvisející s konstrukcí klenbového zdiva), zhotovená např. ze štuku či tvarových cihel (loď kostela sv. Václava na Zderaze v Praze na Novém Městě).

### Baroko
V baroku bylo užití klenebních žeber na líci klenby spíše ojedinělé. V Čechách a na Moravě se však na několika stavbách uplatnila štuková žebra, tvořící zejména hvězdové či kroužené obrazce – tento sloh tzv. barokní gotiky uplatnil ve svém díle především architekt Jan Blažej Santini-Aichel). Naopak bylo v baroku časté vyztužení kleneb rubovými žebry či příložkami, zatímco líce byly ozdobené jen plochými štukovými obrazci či rámy nebo velmi oblíbenými freskami (např. s malovanými iluzívními průhledy do nebes s mytickými scénami).

### Historismy
V novější době se žebrové klenby uplatnily především v období historizujících slohů zejména ve druhé polovině 19. století na stavbách novogotických, při romantických rekonstrukcích např. hradních zřícenin či kostelů i jejich dostavbách (příčná loď a trojlodí chrámu sv. Víta v Praze).
Také se zrodem uvědomělé památkové péče (od poloviny 19. století) souvisejí snahy o slohové doplňování dříve zřícených či podstatněji změněných staveb (např. arkádové ochozy nádvoří hradu Zvíkova, ambity Anežského kláštera v Praze).
Dekorativní působivost žebrových kleneb i jejich symbolické uplatnění (nebeská klenba) vedly od středověku i k zobrazování žebrových kleneb jako vhodného pozadí či prostředí pro světecké scény v kostelích, ale také pro zobrazení událostí z panovnických dvorů apod.
V menším měřítku se klenby staly i součástí drobné architektury (např. baldachýny nad oltáři či významnými náhrobky) či sochařské výzdoby staveb (baldachýny nad sochami v ostěních portálů či na příporách klenby; hradní kaple na hradě Křivoklát) i oltářních nástavců.